# 龜島 (南極洲)
67°58′S 44°12′E / 67.967°S 44.200°E
龜島（英語：Kame Island），是南極洲的島嶼，位於毛德皇后地的奧拉夫王子海岸，處於龍宮角以東7公里，根據日本探險隊的測量和拍攝的空中照片繪入地圖，現時由南極條約體系管理。